# متحف أحمد بن عمر الزهراني
متحف أحمد بن عمر الزهراني ( قروش) أحد متاحف مدينة الرياض , وايضاً في منطقة الباحه أسسها أحمد بن عمر الحسني الزهراني، ( قروش) يتكون المتحف بمدينة الرياض من مبنى حديث من دور واحد في صالة كبيرة مساحتها حوالي 150 متر مربع، وقد استخدم الزهراني أسلوب التعليق على الجدران والفترينات والدواليب لعرض المقتنيات، ويحوي المتحف العديد من القطع التراثية التي تشمل أواني القهوة والضيافة العربية مثل الدلال ومنافيخ النار والملاقط والمحاميس وطواحين القهوة القديمة، كما يضم مجموعة من الأسلحة من بنادق وسيوف وخناجر ورماح ومسدسات ومجموعة من الرحى الحجرية وكذلك المراوح الخوصية والمكاييل الخشبية والأدوات الزراعية والمحاحيل والعملات والمخطوطات والخرائط والصور القديمة.
واما منطقة الباحه يقع  في منزله في محافظة بني حسن قرية وادي الصدر  ويشمل جميع القطع التراثيه النادره والمتورخه والمتميزه ويستقبل زواره من  جميع دول العالم 